# هال روزفلت
هال روزفلت (بالإنجليزية: Hall Roosevelt)‏ هو مصرفي أمريكي، ولد في 28 يونيو 1891، وتوفي في 25 سبتمبر 1941 في واشنطن العاصمة في الولايات المتحدة.